# Nous les brutes
Pour plus de détails, voir Fiche technique et Distribution.
Nous les brutes (Noi cannibali) est un melodramma strappalacrime italien réalisé par Antonio Leonviola et sorti en 1953.

## Fiche technique
- Titre français : Nous les brutes[1]
- Titre original italien : Noi cannibali[2]
- Réalisateur : Antonio Leonviola
- Scénario : Antonio Leonviola, Gian Gaspare Napolitano, Daniele D'Anza
- Photographie : Aldo Giordani (it)
- Montage : Renato Cinquini (it)
- Musique : Bruno Maderna
- Décors : Luigi Scaccianoce (it)
- Costumes : Giuliano Papi
- Production : Nicola Naracci, Angelo Mosco, Moris Ergas, Ettore Finzi
- Société de production : Excelsa Film, Slogan Film, Marea Film
- Pays de production :  Italie
- Langue originale : italien
- Format : couleur par Ferraniacolor - 1,37:1 - Son mono - 35 mm
- Durée : 103 minutes
- Genre : Melodramma strappalacrime
- Dates de sortie :
  - Italie : 16 novembre 1953
  - France : 7 mars 1956

## Distribution
- Folco Lulli : Tango
- Silvana Pampanini : Virginie
- Vincenzo Musolino : Aldo
- Giuseppe Porelli : impresario
- Milly Vitale : Maria
- Gildo Bocci
- Ughetto Bertucci
- Furio Meniconi